# Липпонен, Пааво
Па́аво Ли́ппонен (фин. Paavo Tapio Lipponen; род. 23 апреля 1941[…], Пелло, Лаппи) — финский государственный и политический деятель, премьер-министр Финляндии в 1995—1999 (первое правительство Липпонена) и 1999—2003 (второе правительство Липпонена). Ранее — спикер Парламента Финляндии в 2003—2007 и председатель Социал-демократической партии Финляндии в 1993—2005.
11 августа 2011 года Липпонен объявил о своём решении баллотироваться в президенты Финляндии на выборах 2012 года. 22 января 2012 года, в ходе первого тура голосования набрал 6,7 % голосов избирателей и, не пройдя во второй тур, заявил, что покидает большую политику.

## Награды
- Кавалер Большого креста ордена Белой розы Финляндии (Финляндия, 1996).
- Великий офицер ордена Трёх звёзд (Латвия, 16 октября 2004)[7].
- Кавалер Большого креста ордена Великого князя Литовского Гядиминаса (Литва, 21 апреля 2004).
- Орден Креста земли Марии 1-й степени (Эстония, 16 ноября 2001)[8].
- Орден Белой звезды 1-й степени (Эстония, 16 мая 1995)[9].
- Большой крест ордена Исландского сокола (Исландия).
- Великий офицер ордена Почётного легиона (Франция, 2004).
- Орден «Стара-планина» (Болгария, 17 апреля 2007).
- Большой крест ордена Инфанта дона Энрики (Португалия).
- Орден Дружбы (Россия, 24 декабря 2007) — за большой вклад в укрепление и развитие дружбы и сотрудничества между народами Российской Федерации и Финляндской Республики[10].

## Интересные факты
- Владеет акциями на сумму 30 тысяч евро в своей консалтинговой компании и некоторым количеством личных акций, являлся вторым по состоятельности (после Саули Нийнистё) кандидатом на президентских выборах в Финляндии в 2012 году[11].